# Doxocopa zalmunna
Doxocopa zalmunna är en fjärilsart som beskrevs av Butler 1869. Doxocopa zalmunna ingår i släktet Doxocopa och familjen praktfjärilar. Inga underarter finns listade i Catalogue of Life.